# Airbus Helicopters EC175
Airbus Helicopters EC175 (tudi Avicopter Z-15) je sredje velik večnamenski helikopter, ki ga razvijata Airbus Helicopters (v preteklosti Eurocopter) in kitajski HAIG. Predstavili so ga v Houstonu na Heli-Expo 2008, prvi let je bil 17. decembra 2009. Airbus namerava prodati 800-1000 helikopterjev EC175. 
Pri snovanju helikopterja so obširno uporabljali CAD/CAM računalniške programe. Poganjala ga bosta dva turbogredna motorja Pratt & Whitney Canada PT6C-67E, vsak s 1325 kW (1775 KM), čas med kompletno obnovo motorja naj bi bil 5000 ur.

## Specifikacije (EC175)
Podatki iz EASA Type certificate and Airbus Helicopters website
Splošne karakteristike
- Posadka: 2 pilota
- Število sedežev: 16/18 potnikov
- Dolžina: 15,68 m (samo trup) ()
- Premer rotorja: 14.80 m ()
- Višina: 5,34 m) ()
- Površina rotorjev: 172 m² ()
- Teža praznega letala: 4603 kg ()
- Naložena teža: 7500 kg ()
- Maks. vzletna teža: 7800 kg [6] (16535 lb
- Kapaciteta goriva: 2616 L)
- Pogon letala: 2 ×  turbogredni motor Pratt & Whitney Canada PT6C-67E, 1324 kW (1776 KM)  vsak

 Zmogljivost 
- Maks. hitrost: 315 km/h
- Potovalna hitrost: 285 km/h
- Doseg: 1259 km (680 nmi, 782 milj)
- Višina leta: 5500 m ()

## Zunanje pvoezave
- Airbus Helicopters stran Arhivirano 2014-11-29 na Wayback Machine.
- Eurocopter prestavi EC175 na Heli-Expo 2008 Arhivirano 2014-01-30 at Archive.is
- Z-15 Medium Utility Helicopter Programme
- Z-15 Chinese Medium Helicopter (CMH) Arhivirano 2017-08-22 na Wayback Machine.